# Fort Goeben
Das Fort Goeben (französisch bis 1871 und dann wieder ab 1919: Fort de Queuleu) ist ein Festungswerk bei Metz. Es war Teil des inneren Gürtels um die Festung Metz und nicht in Kampfhandlungen involviert.

## Geographie
Die Festung liegt südöstlich der Stadt Metz in Lothringen auf der rechten Seite der Mosel auf einer flachen Hügelkuppe östlich des Seille-Tals, etwa dreieinhalb Kilometer vom Stadtkern entfernt.

Fort Goeben, südöstlich der Stadt Metz, auf einem Plan der Umgebung von Metz um 1900

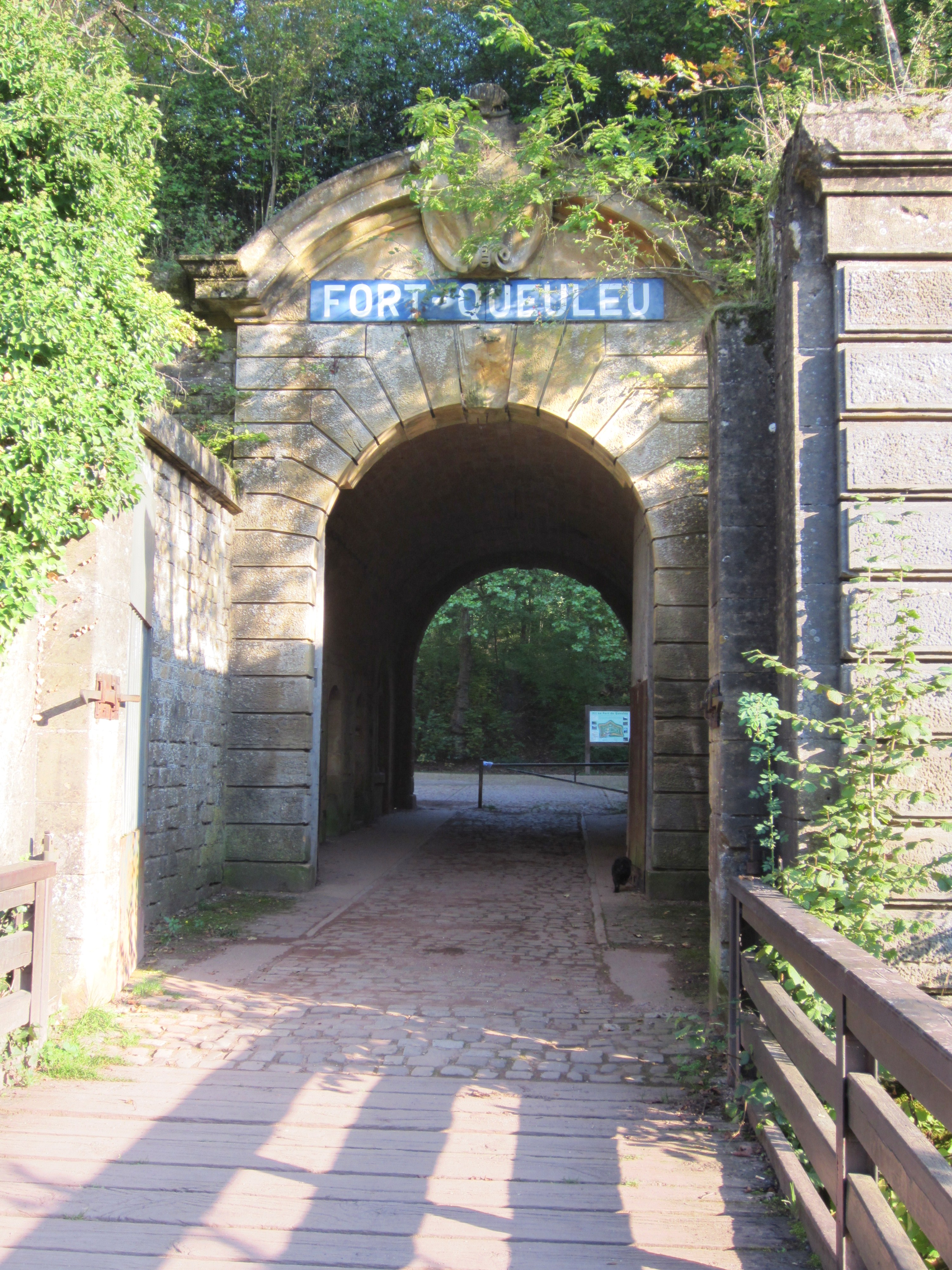
Eingang zum Fort Goeben/Queuleu

## Geschichte
Die noch von Frankreich projektierten Festungswerke um Metz, deren Entwürfe hauptsächlich auf General Séré de Rivières zurückgingen, waren bei Ausbruch des Deutsch-Französischen Krieges 1870 noch nicht fertiggestellt. Nachdem Elsaß-Lothringen als Auswirkung des Krieges an das Deutsche Reich gefallen war, gingen die preußischen Militärbehörden unverzüglich dazu über, die Stadt Metz weiter zu befestigen. Es wurden große Anstrengungen unternommen, um sowohl die noch von Frankreich projektierten als auch neue Festungswerke zu bauen.
Der sogenannte erste oder innere Ring (im Unterschied zu dem später gebauten zweiten, oder äußeren Ring) bestand aus den Forts
- Feste Prinz August von Württemberg (Saint-Privat)
- Fort Goeben (de Queuleu)
- Zastrow (des Bordes)
- Manteuffel (de Saint-Julien)
- Hindersin (Gambetta)
- Fort Kameke (Déroulède)
- Schwerin (Decaen)
- Feste Alvensleben (de Plappeville)
- Feste Prinz Friedrich Karl (du Saint-Quentin).

## Strategische Zielsetzung
Die rechte Flanke des Forts deckte dieses Tal bis nach Augny, die linke Flanke sicherte die Hochfläche von Borny bis nach Colombey, die Front lag in Richtung Courcelles-sur-Nied. Das Gesichtsfeld nach Süden wird durch die Höhen von Haute-Bevoie und Mercy-lès-Metz begrenzt, welche dort auch die Eisenbahnlinie nach Straßburg der Sicht entziehen. Ziel der gesamten Baumaßnahmen war es, um die Stadt Metz selbst einen Ring zu legen, von dem aus in regelmäßigen Abständen starke Artilleriekräfte zum Einsatz gebracht werden konnten. Durch ein kaiserliches Dekret vom 9. November 1867 wurde verfügt, dass es im allgemeinen Interesse sei, das notwendige Gelände zu erwerben, um darauf die Forts eines Befestigungsgürtel um Metz zu errichten. Die Bauarbeiten begannen an den Forts „Gambetta“, „de Plappeville“, „du Saint-Quentin“, „Decaen“, „de Queuleu“ und „de Saint-Julien“ im Jahr 1867. Die beiden Forts „de Saint-Privat“ und „des Bordes“ wurden 1870 begonnen. Wegen des Ausbruchs des Deutsch-Französischen Krieges wurden die Bauarbeiten jedoch 1870 eingestellt.

## Bauwerk
1867 begannen die Erdarbeiten für das Fort und im Jahr darauf die Arbeiten an den Bauwerken. Die Baupläne konnten starke Einflüsse des französischen Festungsbaumeisters Vauban aus dem 17. Jahrhundert nicht verbergen (Bastionärsystem). Es hatte die Form eines gleichmäßigen Fünfecks mit einer linken und einer rechten Flanke sowie rechten und linken Face. Jeder der fünf Eckpunkte war durch eine Bastion verstärkt. Bei drei der sich dadurch ergebenden vier Kurtinen war ein Hornwerk vorgelagert. Jeder dieser Abschnitte war 350 Meter lang. Die zum Dorf Queuleu liegende Kehle war nach innen gebrochen und durch einen Kehlkoffer geschützt. Sie erstreckte sich über insgesamt 750 Meter. Die zweistöckige Kaserne war aus Beton aufgeführt und mit Kalkstein verkleidet. Die Innenräume waren mit Gewölbedecken ausgestattet. Die Bewaffnung bestand aus 122 Geschützen, von denen die meisten freistehend auf den Wällen positioniert waren.
Nach der Übernahme durch das Deutsche Reich wurden bis 1890 umfangreiche Umbau- und Modernisierungsmaßnahmen durchgeführt. Um die Bauzeit beträchtlich zu verkürzen, wurde für den schnelleren Materialtransport 1872 zwischen dem Fort und dem Bahnhof Sablon der Eisenbahnlinie Metz – Saarbrücken eine 2200 m lange, bis zu über 41 m hohe Drahtseilbahn in Betrieb genommen. Das Werk wurde, soweit es möglich war, dem System Biehler angepasst. Die oberirdischen Bauten wurden teilweise mit Beton verstärkt, und an die linke Flankenbastion wurde eine Annexbatterie angebaut. Im Fortgraben wurde ein Stahlgitterzaun aufgestellt. In dieser Zeit war Metz mit einer Garnison von bis zu 20.000 Mann belegt und die stärkste Festung Deutschlands.

## Nutzung
Zu Beginn des Jahres 1890 wurde die Besatzung durch die Truppen des in Metz und Diedenhofen liegenden XVI. Armee-Korps sichergestellt. Nach der Rückgabe an Frankreich im Jahre 1919 erhielt es wieder den Namen „Fort de Queuleu“ und wurde zunächst deaktiviert. Während der Zeit des sogenannten Sitzkrieges (drôle de guerre) zwischen Deutschland und Frankreich (die Zeitspanne zwischen der Kriegserklärung und dem Beginn der deutschen Offensive) diente es dann als Kommandostützpunkt für die Truppen der Maginot-Linie.
Im Jahre 1940 wurde es erneut von den Deutschen übernommen, zunächst in ein Haftlager und 1943 in das als Verhörlager genutzte Sonderlager „Feste Goeben“ umgewandelt. Ab dem 12. Oktober 1943 waren bis zum 17. August 1944 zwischen 1.500 und 1.800 Personen hier inhaftiert. 36 Häftlinge kamen zu Tode, vier Häftlinge konnten ausbrechen und entkommen. Nach der Befreiung wurde das Fort wiederum als Gefängnis genutzt und zwischen Dezember 1944 und März 1946 deutsche Gefangene und andere als gefährlich (dangereux) eingestufte Personen inhaftiert. In diesem Zeitraum waren in der Anlage mehr als 8.000 Personen zusammengepfercht. Militärisch wurde es nicht mehr genutzt.
Im Jahre 1971 etablierte sich die „Association des anciens déportés de Queuleu“ (Vereinigung der ehemaligen Deportierten von Queuleu). Es wurde ein Museum und ein Gedenkstein für die französischen Widerstandskämpfer und die Deportierten nach den Plänen des Architekten R. Zonca eingerichtet und am 20. November 1977 in Anwesenheit des Staatssekretärs für die Angelegenheiten der ehemaligen Kämpfer, Jean-Jacques Beucler, eingeweiht.
Heute befindet sich auf dem Verdeck des Fort Queuleu ein Fitnessparcour. Man erreicht es von Metz kommend über die Avenue de Strasbourg und die Rue des Déportés.

## Namensgebung
Die Umbenennung zu Ehren des preußischen Generals der Infanterie August Karl von Goeben (1816–1880) fand am 1. September 1873 statt. Das Fort führte daher ab diesem Zeitpunkt bis zur Wiederangliederung Lothringens an Frankreich im Jahre 1919 den Namen „Fort Goeben“ und wurde danach wieder mit dem ursprünglichen Namen bezeichnet. Nach der Übernahme durch die deutsche Wehrmacht im Jahre 1940 erhielt das Werk wiederum den Namen „Feste Goeben“.